# Teatre Don Juan
El Teatre Don Juan de Barcelona va ser un espai teatral, ubicat a la Travessera de Gràcia, núm. 103, cantonada via Augusta, de curta durada (1972-75). La impulsora del projecte va ser Maria Lluïsa Oliveda, juntament amb el dramaturg Pedro Riverola i l'actor Alejandro Ulloa. El teatre, amb un aforament per a 300 espectadors, es va inaugurar el 10 de novembre de 1972 amb una funció de Don Juan Tenorio, i va tancar l'estiu de 1975. Després l'espai es va convertir, a partir de l'abril de 1976, en les dues sales del cinema Arkadin, dedicades a films d'art i assaig, seguint una tendència habitual als anys setanta.

## Espectacles representats
- 1972, novembre. Don Juan Tenorio, de Zorrilla. Direcció d'Alejandro Ulloa. Escenografia de Favià Puigserver.
- 1973, gener. El difunto i El general desconocido, originals de René de Obaldia. Direcció d'Albert Miralles.
- 1973, març. El señor Puntila y su criado Matti de Bertolt Brecht. Traducció de Josep Maria Carandell. Amb Alejandro Ulloa i Agustín González.
- 1973. La pereza, original de Ricardo Talesnik. Direcció de Sergi Schaaff.
- 1974, gener. Matrícula 7264 JM 75, original de Jean-Jacques Bricaire i Maurice Lassaygues. Traducció de María Luisa Oliveda. Direcció de Josep Maria Coll.
- 1974, maig. La ratonera, d'Agatha Christie.
- 1975, gener. Historias de un Ruiz..señor, amb Pedro Ruíz i Montserrat García Sagués
- 1975, abril. Algo de ti en el arco iris, d'Eduard Criado. Amb Alejandro Ulloa i Martha May.